# Ville-di-Paraso
Ville-di-Paraso (kors. E Ville di Parasu) – miejscowość i gmina we Francji, w regionie Korsyka, w departamencie Górna Korsyka.
Według danych na rok 1990 gminę zamieszkiwało 168 osób, a gęstość zaludnienia wynosiła 18 osób/km².